# Olivier Wormser
Olivier Wormser (29 mai 1913, Jouy-en-Josas — 19 avril 1985, Paris) est un diplomate et haut fonctionnaire français.  

## Biographie
Olivier Wormser appartient à une famille d’origine juive de Lorraine et d’Alsace. Docteur en droit et diplômé de l'École libre des sciences politiques, il est attaché en 1934 au cabinet du ministre de la France d’Outre-Mer, Henry de Jouvenel, puis en 1936, au cabinet du sous-secrétaire d’État aux Affaires étrangères du gouvernement de Front populaire, Pierre Viénot. Mobilisé en 1939, il rejoint les Forces françaises libres et sert sur le Triomphant en compagnie du futur amiral Patou. Il retrouve ensuite Pierre Vienot, à Londres.  Le 17 août 1944, il fait partie de la première liste de quatorze anciens de la France libre intégrés sans concours dans l’administration des Affaires étrangères, avec Christian Fouchet, futur ministre de De Gaulle et de Pompidou, et Etienne Manac’h, futur ambassadeur en Chine.
De 1954 à 1966, il est directeur des affaires économiques et financières au Ministère des affaires étrangères, où il participe notamment à la négociation du traité de Rome pour la création de la Communauté Économique Européenne (CEE). Il est ambassadeur de France en U.R.S.S. de 1966 à 1968.
En juillet 1968, Maurice Couve de Murville, nommé premier ministre, lui propose de faire partie de son cabinet comme ministre des Finances, puis, devant son refus, le charge d’élaborer, avec Robert Marjolin et Jean Sadrin, un rapport sur la réforme du marché monétaire. Ce travail prélude la nomination en avril 1969 d’Olivier Wormser au poste de gouverneur de la Banque de France, où il met en œuvre les réformes qu’il a préconisées. En fonctions jusqu'en 1974, il est à l'initiative avec le ministre de l'Économie et des Finances Valéry Giscard d'Estaing de la Loi du 3 janvier 1973 sur la Banque de France.
Il est ambassadeur de France en R.F.A. de 1974 à 1977.
Olivier Wormser, élu membre de l'Académie des sciences morales et politiques en 1978, retrouve sous la Coupole trois de ses cousins éloignés, Jean Bernard, Maurice Rheims et Michel David-Weill. Son épouse, née Simone Colomb, est décédée le 13 août 2015 à 96 ans.

## Décorations
- Commandeur de l'ordre de l'Économie nationale (1957), au titre de « ministre plénipotentiaire, directeur des affaires économiques et financières au ministère des affaires étrangères »

### Sources
- René Brouillet, Notice sur la vie et les travaux d'Olivier Wormser: 1913-1985, 1988
- Notices d'autorité :   - VIAF
  - ISNI
  - BnF (données)
  - IdRef
  - LCCN
  - GND
  - Pays-Bas
  - Israël
  - WorldCat
- Ressource relative à la vie publique :   - Documents diplomatiques suisses 1848-1975
- Ressource relative à la recherche :   - La France savante
- Notices dans des dictionnaires ou encyclopédies généralistes :   - Deutsche Biographie
  - Munzinger